# Államok vezetőinek listája 103-ban
Ezen az oldalon az i. sz. 103-ban fennálló államok vezetőinek névsora olvasható földrészek, majd országok szerinti bontásban. 

## Európa
- Boszporoszi Királyság
  - Király: I. Szauromatész (93/94–123/124)

- Dák Királyság
  - Király: Decebalus (87–106)

- Római Birodalom
  - Császár: Traianus (98–117) 
    - Consul: Traianus császár
    - Consul: Manius Laberius Maximus
    - Consul suffectus: Quintus Glitius Atilius Agricola
    - Consul suffectus: Publius Metilius Nepos
    - Consul suffectus: Quintus Baebius Macer
    - Consul suffectus: Marcus Flavius Aper
    - Consul suffectus: Gaius Trebonius Proculus Mettius Modestus
    - Consul suffectus: Annius Mela
    - Consul suffectus: Publius Calpurnius Macer Caulius Rufus

  - Britannia provincia
    - Legatus: Lucius Neratius Marcellus (101–103)

## Ázsia
- Armenia
  - Király: Szanatrukész (75–110)

- Elümaisz
  - Király: Kamnaszkirész-Oródész (100-120)

- Hsziungnuk
  - Sanjü: Tan (98-124)

- Ibériai Királyság
  - Király: I. Mithridatész (58–106)

- India
  - Anuradhapura
    - Király: Vaszabha (67–111)

  - Indo-pártus Királyság
    - Király: Pakorész (kb. 100)

- Japán
  - Császár: Keikó (71–130)

- Kína (Han-dinasztia)
  - Császár: Han Ho-ti (88–106)

- Korea
  - Pekcse
    - Király: Kiru (77–128)

  - Kogurjo
    - Király: Thedzso (53–146)

  - Silla
    - Király: Phasza (80–112)

  - Kumgvan Kaja
    - Király: Szuro (42–199?)

- Kusán Birodalom
  - Király: I. Kaniska (100–126)

- Nabateus Királyság
  - Király: II. Rabbel (70–106)

- Oszroéné
  - Király: Szanatrukész (91–109)

- Pártus Birodalom
  - Nagykirály: II. Pakórosz (78–115)

- Római Birodalom
  - Iudaea provincia
    - Legatus: Tiberius Claudius Atticus Herodes (99–103)

  - Syria provincia
    - Legatus: Aulus Iulius Quadratus (100–104)

## Afrika
- Római Birodalom
  - Aegyptus provincia
    - Praefectus: Gaius Minicius Italus (100–103)
    - Praefectus: Gaius Vibius Maximus (103–107)

  - Numidia provincia
    - Legatus: Lucius Munatius Gallus (100–103)

- Kusita Királyság
  - Kusita uralkodók listája

## Fordítás
- Ez a szócikk részben vagy egészben  a   Liste der Staatsoberhäupter 103 című német Wikipédia-szócikk ezen változatának fordításán alapul.  Az eredeti cikk szerkesztőit annak laptörténete sorolja fel. Ez a jelzés csupán a megfogalmazás eredetét és a szerzői jogokat jelzi, nem szolgál a cikkben szereplő információk forrásmegjelöléseként.